# Vjekoslav Kaleb
Vjekoslav Kaleb (Tisno, 27. rujna 1905. – Zagreb, 13. travnja 1996.), bio je hrvatski nastavnik, književnik i akademik.

## Životopis
Vjekoslav Kaleb rodio se je u Tisnom 1905. godine. Školovao se u Zadru, Beogradu i Šibeniku, te pohađao Učiteljsku akademiju u Zagrebu. Podučavao je u raznim selima Zagore te kasnije u Šibeniku i Zagrebu. Sudjelovao je u Drugom svjetskom ratu u partizanima, od 1943. godine. Bio je u izbjegličkom logoru u El Shattu od 1944. godine gdje je sudjelovao u organiziranju kulturno-prosvjetnoga života. Godine 1945. bio je imenovan voditeljem Prosvjetnoga odjela ZAVNOH-a u Šibeniku, a potom bio je u Zagrebu tajnikom Društva književnika Hrvatske (DKH). Nakon toga je bio urednik nekoliko književnih časopisa (Republika, Kolo, Naprijed, Književnik) i tajnik Društva hrvatskih književnika i Matice hrvatske. Redoviti član HAZU (tada JAZU) postao je 1961. godine.
Objavio je ukupno 57 novela u brojnim zbirkama ("Na kamenju", "Izvan stvari", "Brigada", "Trideset konja", "Kronika dana", "Smrtni zvuci", "Nagao vjetar", "Ogledalo", "Luk i strijela"...) i 3 romana ("Ponižene ulice", "Divota prašine", "Bijeli kamen"). Većina njegovih djela tematski se bavi životom u izoliranim zaselcima Zagore. 
Pisao je i filmske scenarije, reportaže, članke, prikaze i prevodio (najpoznatiji je njegov prijevod bajke Pinocchio, Carla Collodija). Gost je jedna od njegovih najranijih (objavljena 1940.), ali i najboljih i najpoznatijih novela. 
Djela su mu prevedena na više europskih jezika.
Umro je u Zagrebu 1996. godine, a pokopan je na Mirogoju.

## Djela
- Na kamenju, (zbirka novela), Zagreb, 1940.
- Izvan stvari, (zbirka novela), Zagreb, 1942.
- Novele, Zagreb, 1946.
- Brigada, (proza), Zagreb, 1947.
- Novele, Beograd, 1947.
- Trideset konja, Zagreb, 1947.
- Kronika dana, Zagreb, 1949.
- Ponižene ulice, Zagreb, 1950., (roman, prerađen i objavljen pod naslovom Poniženi grad, 1969.)
- Pripovijetke, Zagreb, 1951.
- Bijeli kamen, Zagreb. 1954.; Beograd, 1957.
- Divota prašine, (roman), Zagreb 1954. (12. izd. do 2002.); Beograd 1968., 1969.
- Smrtni zvuci, (zbirka pripovijesti), Sarajevo, 1957.
- Nagao vjetar, (zbirka pripovijesti), Zagreb, 1959.
- Ogledalo, Beograd, 1962.
- Pripovijetke, Zagreb, 1963.
- Odabrana djela, 1-6, Zagreb, 1969.
- Izabrana djela, Zagreb, 1971.
- Vjekoslav Kaleb, 1-2. Pet stoljeća hrvatske književnosti, knj. 118–119, Zagreb, 1973.
- Bez mosta, Zagreb, 1986.
- Sveti govor, Zagreb. 1994.
- Kolumbovo jaje ili proze u pjesmi, Zagreb, 1995.
- Gost i druge pripovijesti, Zagreb, 1996., 2002.
- Izabrane pripovijesti, Vinkovci, 1999.
- Bijeli kamen. Divota prašine, Stoljeća hrvatske književnosti, Zagreb, 2002.
- Izabrane novele, Stoljeća hrvatske književnosti, Zagreb, 2002.

## Nagrade i priznanja
- 1967.: nagrada »Vladimir Nazor« za životno djelo[2]

## Vanjske poveznice
- Kaleb, Vjekoslav Hrvatska enciklopedija. LZMK
- LZMK / Proleksis enciklopedija: Kaleb, Vjekoslav  Arhivirana inačica izvorne stranice od 28. rujna 2015. (Wayback Machine)
- LZMK / Hrvatski biografski leksikon: Kaleb, Vjekoslav (autorica: Nevenka Videk, 2005.)